# États alpins

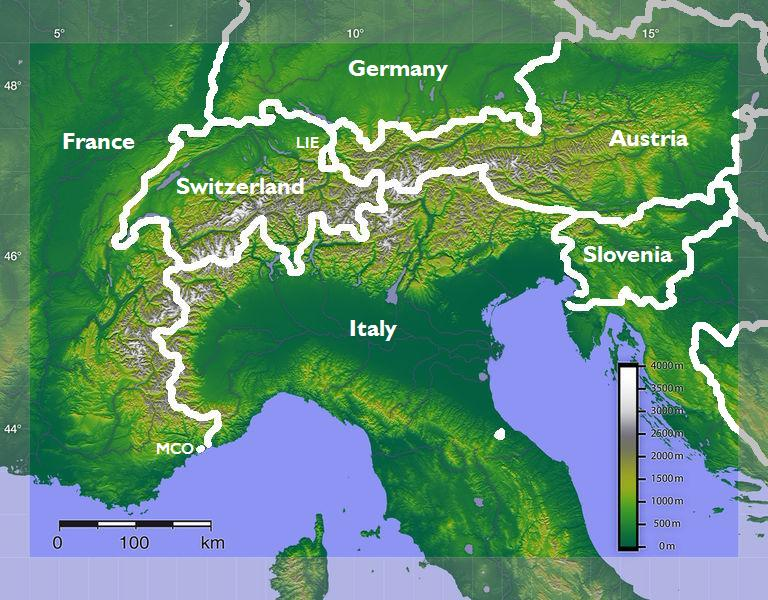
Des alpes, avec des frontières internationales marqué

Le terme États alpins ou pays de l'arc Alpin désigne le territoire de huit pays associés à la région des Alpes, telles que définies par la Convention alpine de 1991 : l'Autriche, l'Allemagne, la France, l'Italie, le Liechtenstein, Monaco, la Slovénie et la Suisse. Ce territoire comprend 83 divisions administratives de la nomenclature des unités territoriales statistiques et près de 6 200 municipalités. 
L'Autriche (28,7 % du total de la zone), l'Italie (27,2 %) et la France (21,4%), représentent plus de 77 % du territoire alpin et plus de trois quarts des populations alpines. À l'exception des micro-États du Liechtenstein et de Monaco, les Alpes sont dominantes uniquement dans deux pays : l'Autriche (65,5 % du territoire) et la Suisse (65 %).
|               | Surface     | Part des Alpes dans la surface du pays | Population    |
| Région alpine | 190 600 km2 | -                                      | 13,9 millions |
| Autriche      | 28,7 %      | 65,5 %                                 | 23,9 %        |
| Italie        | 27.3%       | 17 %                                   | 30.1%         |
| France        | 21.4%       | 7 %                                    | 18.0%         |
| Suisse        | 13.2%       | 65 %                                   | 12.8%         |
| Allemagne     | 5.8%        |                                        | 10.1%         |
| Slovénie      | 3.5%        | 32,9 %                                 | 4.7%          |
| Liechtenstein | 0.08%       | 100 %                                  | 0.2%          |
| Monaco        | 0.001%      | 100 %                                  | 0.2%          |